# Олбрайт, Тенли
Те́нли Э́мма О́лбрайт (англ. Tenley Emma Albright; род. 18 июля 1935, Ньютон, Массачусетс) — американская фигуристка-одиночница. Олимпийская чемпионка (1956), серебряный призёр Зимних олимпийских игр (1952), двукратная чемпионка мира (1953, 1955), двукратная чемпионка Северной Америки (1953, 1955) и пятикратная чемпионка США (1952—1956).
На зимних Олимпийских играх 1956 года, проходивших в итальянском Кортина-д'Ампеццо, Тенли Олбрайт стала первой в истории американской фигуристкой, завоевавшей олимпийскую золотую медаль.

## Карьера
В раннем детстве Тенли тяжело заболела полиомиелитом, и врачи рекомендовали ей усиленные занятия спортом на свежем воздухе. С тех пор девочка проводила на катке по восемь часов в день. В 15 лет она вошла в сборную США, в 16 лет дебютировала на чемпионате мира.
С именем Тенли Олбрайт связывают новое направление в женском одиночном катании. Она была очень музыкальна и пластична, и в композициях, исполнявшихся ею на соревнованиях, доминировал принцип слияния движений с мелодией.
Олбрайт ушла из любительского спорта после окончания сезона 1956 года. В отличие от большинства фигуристов элитного уровня она никогда не каталась профессионально.
Свою жизнь Тенли решила связать с медициной. В 1961 году она окончила Гарвардскую медицинскую школу и стала хирургом, практиковала в течение 23 лет и одновременно была также преподавателем
Гарвардской медицинской школы.
Тенли Олбрайт замужем за Джеральдом Блэйкли, бывшим владельцем отеля Риц-Карлтон (англ. Ritz-Carlton hotel).
Член исполкома Олимпийского Комитета США, американского Общества по борьбе с раком, американского Колледжа Спортивной Медицины, состоит в Президентском Совете по Физической культуре.

## Спортивные достижения
| Соревнования/Сезоны         | 1951 | 1952 | 1953 | 1954 | 1955 | 1956 |
| --------------------------- | ---- | ---- | ---- | ---- | ---- | ---- |
| Зимние Олимпийские игры     |      | 2    |      |      |      | 1    |
| Чемпионаты мира             | 6    | WD   | 1    | 2    | 1    | 2    |
| Чемпионаты Северной Америки | 3    |      | 1    |      | 1    |      |
| Чемпионаты США              | 2    | 1    | 1    | 1    | 1    | 1    |

- WD — соревнования не закончила.